# Site médiéval avec les vestiges de l'église Saint-Pantaléon et une nécropole à Niš
Le site médiéval avec les vestiges de l'église Saint-Pantaléon et une nécropole à Niš (en serbe cyrillique : Средњовековни локалитет са остацима цркве Св. Пантелејмона и некрополом у Нишу ; en serbe latin : Srednjovekovni lokalitet sa ostacima crkve Sv. Pantelejmona i nekropolom u Nišu) se trouve à Niš, dans la municipalité de Pantelej et dans le district de Nišava, en Serbie. Il est inscrit sur la liste des monuments culturels protégés de la République de Serbie (identifiant no SK 777),,.